# As Neves
As Neves – gmina w Hiszpanii, w prowincji Pontevedra, w Galicji, o powierzchni 65,5 km². W 2011 roku gmina liczyła 4300 mieszkańców.